# Novel·la lleugera
Una novel·la lleugera (ライトノベル; Raito noberu), també anomenada ranobe (ラノベ), és una novel·la amb algunes il·lustracions d'estil manga, i està orientat al públic juvenil. El terme "Raito noberu" és un wasei-eigo o una paraula japonesa formada amb paraules de l'anglès.
Tot i que les il·lustracions són per a joves, les novel·les lleugeres contenen més text com una novel·la. Les històries de les novel·les lleugeres poden ser després convertides en un manga o en una sèrie d'anime. Són normalment convertides en sèries en revistes literàries. Un exemple de novel·la lleugera pot ser Slayers, escrita per Hajime Kanzaka, i que després es va convertir en una sèrie de manga i, posteriorment, en un anime molt popular del mateix nom.
Les ranobes s'han tornat molt populars al Japó, i les editorials busquen nous talents mitjançant concursos anuals en els quals el guanyador rep una suma de diners més la publicació de la seva novel·la. El Premi a la Novel Dangeki és el més famós amb més de 2000 participants anuals. Són clarament etiquetades com a novel·les lleugeres i es venen a un preu econòmic. S'estima que el 2007 el mercat de les novel·les va tenir un ingrés de 20 bilions de iens (al voltant de 167 milions de dòlars) i prop de 30 milions de còpies publicades anuals.
A l'Argentina, les úniques ranobes publicades fins al moment corresponen a l'adaptació de la pel·lícula Dragonball Evolution, per Ivrea, l'any 2009.
Les exportacions als països occidentals han tingut dos booms: a meitat de la dècada del 2000 per Suzumiya Haruhi no Yūutsu i Shakugan no Shana i el 2017 per Sword Art Online.